# Comté de Barren
Pour les articles homonymes, voir Barren.
Le comté de Barren  (en anglais : Barren County) est un comté de l'État du Kentucky aux États-Unis. Formé en 1799, son siège se situe à Glasgow. Au recensement de 2010, la population du comté était constituée de 42 173 individus.

## Géographie
Selon le Bureau du recensement des États-Unis, le comté a une superficie totale de 1 295 km2 dont 23 km2 d'étendues d'eau. Le Barren River Lake se situe au sud du comté où il borde également le comté d'Allen.

### Comtés voisins
- Comté de Hart  (nord)
- Comté de Metcalfe  (est)
- Comté de Monroe  (sud-est)
- Comté d'Allen  (sud-ouest)
- Comté de Warren  (ouest)
- Comté d'Edmonson  (nord-ouest)

## Démographie
Selon le recensement de 2000, sur les 38 033 habitants du comté, on dénombrait 15 346 ménages et 10 941 familles. La densité de population était de 30 habitants par km2 et la densité d’habitations (17 095 au total) était de 13 habitations par km2. La population était composée de 94,3 % de blancs, de 4,09 % d’afro-américains, de 0,15 % d’amérindiens et de 0,41 % d’asiatiques.
31,70 % des ménages avaient des enfants de moins de 18 ans, 58,3 % étaient des couples mariés. 24,2 % de la population avait moins de 18 ans, 8,2 % entre 18 et 24 ans, 28,8 % entre 25 et 44 ans, 23,8 % entre 45 et 64 ans et 15 % au-dessus de 65 ans. L’âge moyen était de 38 ans alors que la proportion de femmes était de 100 pour 92,7 hommes.
Le revenu moyen d’un ménage était de 31 240 dollars.

## Culture
Le comté de Barren est relativement rural, dépendant en grande partie de l'agriculture. Dans le siège du comté, on retrouve néanmoins quelques entreprises et le centre hospitalier de la zone. La ville de Cave City est célèbre car elle se situe près de l'entrée du parc national de Mammoth Cave.
La majorité des colons arrivés dans la région était originaire d'Écosse et d'Irlande. Une partie de la culture de ces pays a ainsi été transmise au fil des années, par exemple la ville de Glasgow tire son nom de la ville écossaise du homonyme.
La religion majoritaire est la religion chrétienne de confession protestante.
Le comté est très strict par rapport à la consommation d'alcool. Celui-ci est ainsi interdit dans tout le comté sauf dans la ville de Cave City où il est uniquement permis d'en consommer dans certains restaurants qui respectent certains critères. Ces restaurants doivent par exemple déclarer une proportion de plus de 70 % de leurs revenus en nourriture. Le 6 novembre 2007, la ville de Glasgow a également mis en application cette loi.

## Transport
Le comté de Barren est desservi par l'Interstate 65 qui traverse le nord-ouest du comté. Les routes 31E, 31W et 68 traversent aussi le comté.
Les voies principales de chemin de fer de la compagnie CSX Transportation (anciennement Louisville and Nashville Railroad) passent à Cave City et Park City. La Glasgow Railway Company relie quant à elle la ville de Park City à celle de Glasgow.